# 五寸釘光
五寸釘 光（ごすんくぎ ひかる）は、高橋留美子の漫画作品及びそれを原作とするアニメ『らんま1/2』に登場する架空の人物。

## 人物
早乙女乱馬や天道あかねのクラスメート。乱馬が風林館高校に転校してくる前からあかねに想いを寄せており、乱馬を逆恨みしている。
暗い性格で、趣味は藁人形を打つことと盗撮。字を書くときは手が震えており、そのため彼の書く字は常に波打っている。見た目は貧相で、目の下にはいつもクマがある。しかし、性格や見た目に反して行動力はあり、朝のロードワークを行うあかねを待ち伏せするため、一晩中他人の家の庭で待機していたこともある。また、作中で何度か変装を披露している。また、あかねにクロロホルムを嗅がせたり、乱馬が「貧力虚脱灸」を喰らって弱体化した時には助けるふりをしてどさくさまぎれに九能・ムース・九能校長と共に乱馬を攻撃したりもしている。
漫画では初期から登場するキャラクターの1人で、物語の本筋に絡むことは少ないが、モブキャラとして多くの話に登場している。アニメでは登場予定がなかったが、CD「らんま1/2 最強音楽編」では放送に先行して構成が行われたため、暗めのBGMに「五寸釘光」の曲名が付けられている。熱闘編ではオリジナルキャラクター・猿隠佐助に役を譲る形となり登場が見送られ、後半に転校生として登場することになった。登場後はアニメオリジナルの話も制作されたが、総じてアニメでは漫画よりも出番が減少している。

### 五寸釘が買った怪しいもの
紙人形12枚セット
五寸釘が行商人から買った紙人形。この紙人形に命令を書き、それを人の背中に貼ると、貼られた人間が命令通りに動く。紙人形を剥がすと命令から解除されるが、そのままだといつまでも書いた命令通りに動く羽目になる。また、あくまで紙人形に書かれた命令通りなので、場合によっては書いた者の意に反した行動をとってしまう。なお、既に貼ってある紙人形の上に新たな命令を書いた紙人形を貼ることで、命令を上書き出来る。
五寸釘はあかねの背中に貼ろうとしたが尽く失敗し、九能帯刀と交換日記をしたり、乱馬とデートしたりする羽目になった。
奇跡の鎧ファイト一発
五寸釘が通販で買った鎧。特撮ヒーローに出てくるロボットのような外見をしている。
一度着ると自動ロックされ、「憎くて憎くて憎くて強いやつ」と鎖でつながっていないと動けなくなり、その相手を一発ぶん殴らないと脱ぐことが出来ない。着る事によって乱馬を鎖で絡めとり軽々と振り回せる怪力と乱馬の本気の突きを受けてもビクともしないほどの頑丈さをもつ。その代わりに制限時間以内に相手を殴ることができないと爆発する仕組みになっており、五寸釘は制限時間以内に乱馬を殴ることができず、乱馬共々爆発に巻き込まれてしまった。

## その他
- ゲーム『らんま1/2 爆烈乱闘篇』では戦闘キャラクターとして登場し、プレイヤーが操作することもできる。

## キャスト
声優
- 二又一成 - テレビアニメ第1作
- 石田彰 - テレビアニメ第2作

俳優
- 金井勇太 - テレビドラマ版